# Clidemia hammelii
Clidemia hammelii är en tvåhjärtbladig växtart som beskrevs av Frank Almeda. Clidemia hammelii ingår i släktet Clidemia och familjen Melastomataceae. Inga underarter finns listade i Catalogue of Life.